# Kerling International Haarfabrik
Die Kerling International Haarfabrik GmbH ist ein Großhändler für Naturhaarprodukte mit Sitz in Backnang und europäischer Marktführer für Perücken.
Kerling wurde 1960 von Gustav Kerling gegründet. Das Unternehmen verarbeitet in erster Linie menschliches Echthaar, das weder durch Dauerwelle noch durch Haarfärbung geschädigt wurde. Die Haare werden vor allem aus Südeuropa und Asien bezogen. Am besten für die Verarbeitung eignet sich nach Angaben des Unternehmens wegen seiner hohen Festigkeit Haar aus Indien. Das Knüpfen wird hauptsächlich von Arbeiterinnen auf Bali vorgenommen, wo das Unternehmen über eine Zweigstelle verfügt. Eine weitere Zweigstelle befindet sich in Ungarn.
Kerling ist Tochtergesellschaft des japanischen Unternehmens K.K. Svenson (株式会社スヴェンソン, Kabushiki kaisha Suvenson, engl. Svenson Co., Ltd.). Geschäftsführer von Kerling ist Yoshinori Kodama (児玉 義則, Kodama Yoshinori) der auch geschäftsführender Direktor bei Svenson ist.
Die Produktpalette von Kerling umfasst:
- Menschliches Rohhaar ("Euro-Haar", "China-Haar" und "India-Haar")
- Tierhaare (Büffelbauch, Büffelschweif und Angora)
- Synthetikhaare
- Haarverlängerungen für Klebetechnik und Ringmethode
- Perücken, Toupets und Haarteile
- Theaterperücken, Übungsköpfe für Friseur-Berufsfachschulen und Versuchssträhnen für die Kosmetikindustrie.